# Thopeutis galleriellus
Thopeutis galleriellus là một loài bướm đêm trong họ Crambidae.